# 藍帶似青鱗魚
藍帶似青鱗魚，又稱四點青鱗魚、四斑沙丁魚，俗名青鱗仔、鰮仔、扁仔，為輻鰭魚綱鯡形目鯡科的其中一種。該物種的模式產地在紅海。

## 分布
本魚分布於印度西太平洋區，包括東非、馬達加斯加、模里西斯、塞席爾群島、紅海、波斯灣、馬爾地夫、斯里蘭卡、印度、孟加拉灣、緬甸、泰國、越南、印尼、馬來西亞、日本、中國、台灣、菲律賓、新幾內亞、澳洲、所羅門群島、馬紹爾群島、密克羅尼西亞、馬里亞納群島、帛琉、夏威夷群島、諾魯、斐濟群島、吐瓦魯等海域。

## 深度
水深0~10公尺。

## 特徵
本魚上頜骨的下部較上部為長；臀鰭最後二鰭條不變得粗大，與最後第三鰭條同長。尾鰭後端，背鰭前端為淺污色。額頂紋線稀少，只有3~6條。背鰭有軟條17~19枚；臀鰭有軟條16~19枚。體長可達15公分。

## 生態
主要以浮游生物為主食。產卵期約在春季，最遲不超過五、六月，此時在沿岸皆可發現其蹤跡。

## 經濟利用
食用魚，適合油炸後食用。